# The Day Mars Invaded Earth
The Day Mars Invaded Earth este un film SF american din 1963 regizat de Maury Dexter. În rolurile principale joacă actorii Betty Beall, Lowell Brown, Troy Melton.
Maury Dexter a afiramt că titlul a fost ales de Robert Lippert în memoria filmului din 1951 Ziua în care Pământul s-a oprit (The Day the Earth Stood Still). Povestea filmului este o încrucișare a scenariilor din Războiul Lumilor (The War of the Worlds) (1953) și Invazia jefuitorilor de trupuri (Invasion of the Body Snatchers) (1956), implicând duplicarea unui om de știință și a familiei sale de către marțieni în vederea invaziei Pământului. Filmul a fost turnat la conacul Greystone din Beverly Hills, California.

## Prezentare
Marțienii înlocuiesc un om de știință și familia acestuia pentru a pregăti calea pentru o invazie.

## Actori
- Kent Taylor este Dr. David Fielding
- Marie Windsor este Claire Fielding
- William Mems este Dr. Web Spencer
- Betty Beall este Judi Fielding
- Lowell Brown este Frank Hazard
- Gregg Shank este Rocky Fielding
- Henrietta Moore este Mrs. Moore
- Troy Melton
- George Riley